# Madesimo
Madesimo (lombardul: Madésan) település Olaszországban, Sondrio megyében. Lakosainak száma 507 fő (2023. január 1.). Madesimo Piuro, Campodolcino, Ferrera, Mesocco, Splügen és Sufers községekkel határos.

## Népesség
A település népességének változása:
| Lakosok száma | 514  | 517  | 507  |
|               | 2017 | 2018 | 2023 |